# 윌리엄 헨리 윌리몬

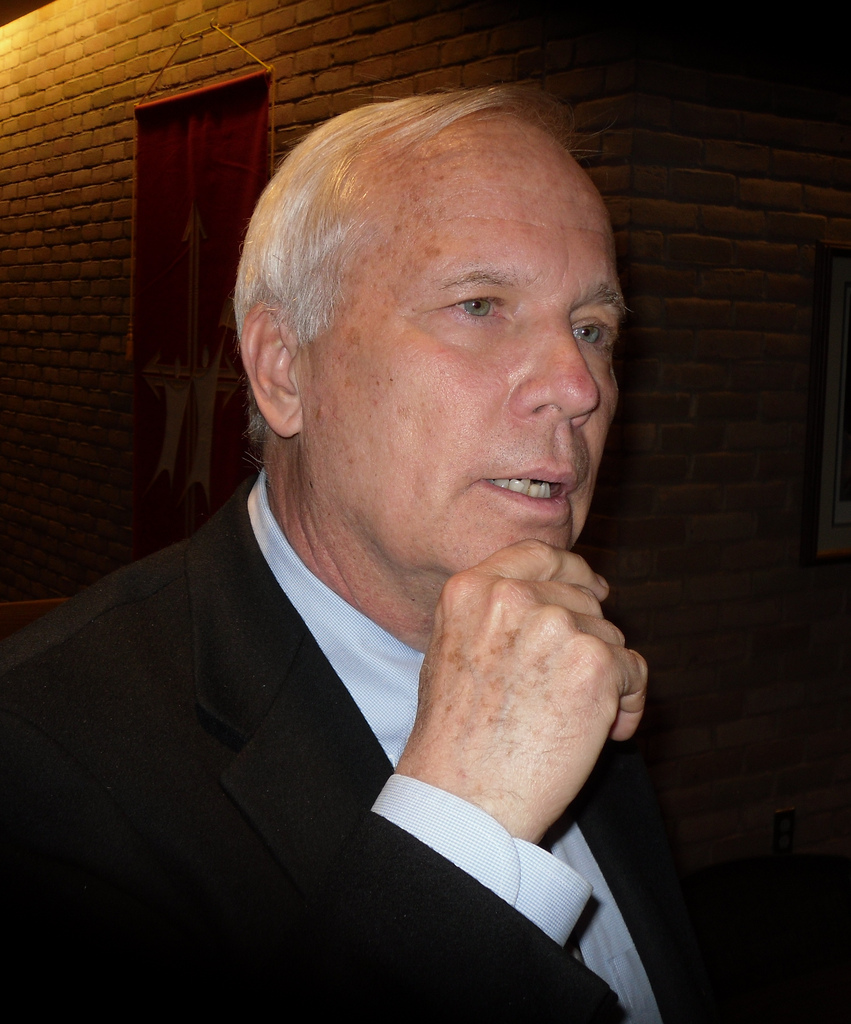

윌리엄 헨리 윌리몬(William Henry Willimon, 1946년-)은 미국의 신학자이자, 감리교회 감독이다. 미국 듀크대학교 Divinity School학장을 역임했으며, 2008년 현재 미국연합감리교회 감독으로 일하고 있다.

## 저서
- 《Resident Aliences》(성공회 신학자인 스탠리 하우어워스와 같이 씀)-2008년 《하나님의 나그네 된 백성》(복있는 사람)으로 역간
- 《Lord.Teach us》(스탠리 하우어워스와 같이 씀)-2008년 《주여, 기도를 가르쳐주소서》(복있는 사람)으로 역간
- 《21세기형 목회자》(한국 기독교 연구소)
- 《설교학 사전》(기독교 문서 선교회)
- 《Calling and Character》
- 《십계명》(복있는 사람, 스탠리 하우어워스와 같이 씀)